# Scala (B)
 For alternative betydninger, se Scala. (Se også artikler, som begynder med Scala)
Scala (B) er en stumfilm fra 1914 af ukendt instruktør.